# Spartaco Cesaretti
Spartaco Cesaretti (Borgo Maggiore, 19 giugno 1921 – Modena, 28 febbraio 1984) è stato un tiratore a segno sammarinese.

## Biografia
Nato nel 1921 a Borgo Maggiore, a 39 anni partecipò ai Giochi olimpici di Roma 1960, nella gara di pistola 50 metri, chiudendo 65º con 252 punti.
Morì nel 1984, a 62 anni.